# جورجي نيكولوف
جورجي نيكولوف (بالبلغارية: Георги Николов)‏ مواليد 11 يونيو 1937 في بلغاريا، هو لاعب كرة قدم بلغاري. يلعب في مركز الدفاع. مثّل منتخب بلغاريا لكرة القدم. سبق له أن لعب في كأس العالم لكرة القدم مع منتخب بلاده في مونديال عام 1962.

## المسيرة الاحترافية

### أندية لعب لها
- سسكا صوفيا

## روابط خارجية
- جورجي نيكولوف على موقع الاتحاد الدولي (مؤرشف)  (الإنجليزية)
- جورجي نيكولوف على موقع عالم كرة القدم.نت (الإنجليزية)